# Софі Анґус
Софі Анґус (англ. Sophie Angus, 12 березня 1999) — канадська плавчиня. Учасниця Чемпіонату світу з водних видів спорту 2022, де на дистанції 100 метрів брасом посіла 24-те місце і не потрапила до півфіналів.